# Permanu
Permanu is een bestuurslaag in het regentschap Malang van de provincie Oost-Java, Indonesië. Permanu telt 5007 inwoners (volkstelling 2010).